# Юїнта (округ, Вайомінг)
Шаблон:StateAbbr_ 41°17′ пн. ш. 110°33′ зх. д. / 41.29° пн. ш. 110.55° зх. д.
 Юїнта (англ. Uinta County) — округ (графство) у штаті  Вайомінг. Ідентифікатор округу 56041.

## Історія
Округ утворений 1869 року.

## Демографія
За даними перепису 
2000 року 
загальне населення округу становило 19742 осіб, зокрема міського населення було 11558, а сільського — 8184.
Серед них чоловіків — 10054, а жінок — 9688. В окрузі було 6823 домогосподарства, 5147 родин, які мешкали в 8011 будинках.
Середній розмір родини становив 3,31.
Віковий розподіл населення поданий у таблиці:
| Стать    | До 15 років | 15-21 | 22-29 | 30-39 | 40-49 | 50-65 | 65-85 | Понад 85 |
| -------- | ----------- | ----- | ----- | ----- | ----- | ----- | ----- | -------- |
| Чоловіки | 2745        | 1340  | 868   | 1294  | 1842  | 1321  | 597   | 47       |
| Жінки    | 2520        | 1151  | 931   | 1383  | 1744  | 1225  | 652   | 82       |

## Суміжні округи
- Лінкольн — північ
- Світвотер — схід
- Самміт, Юта — південь / південний захід
- Рич, Юта — захід

## Виноски
1. ↑  US Decennial Census. United States Census Bureau. Архів оригіналу за 12 травня 2015. Процитовано 18 серпня 2015.
2. ↑  Historical Decennial Census Population for Wyoming Counties, Cities, and Towns. Wyoming Department of Administration & Information, Division of Economic Analysis. Процитовано 25 січня 2014.
3. ↑  State & County QuickFacts. US Census Bureau. Архів оригіналу за 28 лютого 2016. Процитовано 25 січня 2014.(англ.) Наведено за англійською вікіпедією.
4. ↑  American FactFinder. Бюро перепису населення США. Архів оригіналу за 26 лютого 2012. Процитовано 31 січня 2008. [Архівовано 2008-05-21 у Wayback Machine.]

| США | Це незавершена стаття з географії США. Ви можете допомогти проєкту, виправивши або дописавши її. |